# Głogów (stacja kolejowa)
Głogów (stacja kolejowa) – główna stacja kolejowa w Głogowie, jedna z ważniejszych w Legnicko-Głogowskim Okręgu Miedziowym oraz w województwie dolnośląskim. Położona w centrum przy placu Tysiąclecia.

## Ruch pasażerski[1]
| Rok  | Wymiana pasażerska na dobę | Miejsce w Polsce |
| ---- | -------------------------- | ---------------- |
| 2017 | 1100                       | bd.              |
| 2018 | 1300                       | bd.              |
| 2019 | 1500                       | 247.             |
| 2020 | 1200                       | 206.             |
| 2021 | 1600                       | 170.             |
| 2022 | 2200                       | 172.             |
| 2023 | 2500                       | 163.             |

## Historia

### Okres przed I wojną światową
Stacja uruchomiona została 1 października 1846 r. przez Towarzystwo Dolnośląskiej Kolei Bocznej z chwilą otwarcia linii Jankowa Żagańska – Głogów. Linia połączyła miasta, które pominięto w planach budowy linii Wrocław Główny – Berlin. W Jankowej odnoga łączyła się ze szlakiem Wrocław – Berlin.
Powstały w 1846 r. dworzec znajdował się na terenie obecnych bocznic kolejowych po wschodniej stronie obecnego nadziemnego przejścia nad torami przy ul. Elektrycznej.
Następną linię otwarto 30 października 1857 r. Była to linia do Leszna i dalej do Krotoszyna, Ostrowa Wlkp oraz Łodzi Kaliskiej.
Pod koniec 1857 r. przeniesiono dworzec znacznie na wschód na teren dzisiejszego II peronu, gdzie w przebudowanej postaci do dziś się znajduje. Do dworca prowadziło podziemne przejście z ulicy Poczdamskiej (obecnie nieczynne). Ponieważ pierwotnie był to drewniany budynek, doświadczył kilkakrotnie pożaru w latach 1862 i 1892.
W 1885 otwarto linię kolejową nr 372. Linia prowadziła do Góry Śląskiej i dalej do Bojanowa.
1 października 1913 roku otworzono linię kolejową nr 305. Była to linia prowadząca do Sławy Śląskiej i dalej do Kolska.

### Okres międzywojenny
W okresie międzywojennym w Głogowie istniał węzeł kolejowy w ruchu pasażerskim i towarowym. Stacja posiadała warsztaty naprawy taboru kolejowego.
10 maja 1935 r. oddano do użytku nowy, już trzeci, dworzec, ulokowany nieco na zachód od poprzedniego. Perony, choć przebudowane, pozostały te same, natomiast poczekalnię umieszczono na położonym 6 metrów wyżej terenie przed dzisiejszym pl. Tysiąclecia. Budynek z peronami połączono nadziemnym krytym przejściem.

### Okres II wojny światowej
Pod koniec II wojny światowej budynek dworca został nieznacznie zniszczony. Wojska radzieckie zdobyły go dopiero pod koniec marca 1945 r. (Twierdza Głogów skapitulowała 1 kwietnia). Według sporządzonej w 1945 r. inwentaryzacji oceniono, że:
- budynek dworca, wiadukt pasażerski i towarowy oraz windy bagażowe zniszczone zostały w ok. 40%,
- infrastruktura kolejowa zniszczona została w ok. 95%,
- budynki parowozowni i wagonowni zniszczone zostały w ok. 90%,
- wieża ciśnień została całkowicie rozbita.

### Okres po II wojnie światowej
Odbudowa zarówno budynków stacyjnych, jak i całej infrastruktury trwała długo, gdyż jeszcze w 1960 r. szacowano odbudowę rozjazdów na 70%, a torów na 80%.
Aktualnie budynek dworca z 1935 r. jest w dobrym stanie, choć jego elewacja i wystrój wewnętrzny różni się w pewnym stopniu od stanu pierwotnego. Czynne są trzy kasy biletowe i informacja. Obie poczekalnie dla podróżnych są zamknięte (w górnej znajdują się sklepy).
1 stycznia 1991 zawieszono ruch pasażerski do Sławy Śląskiej (torowisko jest aktualnie rozebrane, jak i również rozkradzione). Jeszcze tego samego roku zawieszono ruch pasażerski na linii nr 372 do Bojanowa (torowisko jest miejscami rozebrane). 10 grudnia 2011 roku przyjechał ostatni pociąg na stację Góra Śląska z Bojanowa. Później rozebrano fragment toru na tym odcinku ze względu na budowę drogi S5. Dworzec został poddany gruntowemu remontowi zakończonemu w 2013 roku.
15 grudnia 2019 Głogów uzyskał połączenie bezpośrednie z Lubinem i Legnicą. Powróciło również dotychczas zawieszone połączenie do Leszna. 
13 marca 2020 na peronie 1 i 2 oddano do użytku dwie windy do dyspozycji pasażerów.

## Perony
Stacja Głogów ma 4 perony, z których perony 1 i 2 są  zadaszone (oryginalnymi niemieckimi wiatami). Zelektryfikowane są: peron 1 oraz, po jednej krawędzi, perony 2 i 4. Przejścia podziemnego brak, są natomiast zadaszone przejście nadziemne: dla pasażerów na wszystkie perony oraz bagażowy z windami na perony 1 i 2.